# Ђорђе Коваљевски
Ђорђе Коваљевски (рус. Григорий Павлович Ковалевский) био je руски емигрант родом из Кијева по образовању архитекта и урбаниста. Био је дугогодишњи руководилац одсека за урбанистичка питања у београдској општини.
1923. нацртао генерални регулациони план Београда. По његовом плану 1933. направљен је и одбрамбени насип на Сави у дужини 1300 метара.